# 11203 Денієлбеттен
11203 Денієлбеттен (11203 Danielbetten) — астероїд головного поясу, відкритий 19 березня 1999 року.
Тіссеранів параметр щодо Юпітера — 3,572.